# Mannophryne
Mannophryne La Marca, 1992 è un genere di anfibi anuri, appartenente alla famiglia Aromobatidae.

## Etimologia
Il nome generico, composto dai termini greci mannos (collana o collare) e phryne (rospo), si riferisce alla fascia nera sul collo che distingue le specie appartenenti al genere.

## Distribuzione e habitat
Le specie del genere si possono trovare in Venezuela e a Trinidad e Tobago.

## Tassonomia
Comprende 20 specie:
- Mannophryne caquetio Mijares-Urrutia & Arends-R., 1999
- Mannophryne collaris (Boulenger, 1912)
- Mannophryne cordilleriana La Marca, 1994
- Mannophryne herminae (Boettger, 1893)
- Mannophryne lamarcai Mijares-Urrutia & Arends-R., 1999
- Mannophryne larandina (Yústiz, 1991)
- Mannophryne leonardoi Manzanilla, La Marca, Jowers, Sánchez & García-París, 2007
- Mannophryne molinai Rojas-Runjaic, Matta-Pereira, and La Marca, 2018
- Mannophryne neblina (Test, 1956)
- Mannophryne oblitterata (Rivero, 1984)
- Mannophryne olmonae (Hardy, 1983)
- Mannophryne orellana Barrio-Amorós, Santos & Molina, 2010
- Mannophryne riveroi (Donoso-Barros, 1965)
- Mannophryne speeri La Marca, 2009
- Mannophryne trinitatis (Garman, 1888)
- Mannophryne trujillensis Vargas Galarce & La Marca, 2007
- Mannophryne urticans Barrio-Amorós, Santos & Molina, 2010
- Mannophryne venezuelensis Manzanilla, Jowers, La Marca & García-París, 2007
- Mannophryne vulcano Barrio-Amorós, Santos & Molina, 2010
- Mannophryne yustizi (La Marca, 1989)